# Baa (atoll)
Pour les articles homonymes, voir Baa.
Cette page contient des caractères et des mots thâna comme ހ ou ފ. En cas de problème, consultez l’article Thâna ou testez votre navigateur.
Baa est une subdivision des Maldives composée de la totalité de l'atoll Goidhoo et de l'atoll Maalhosmadulu Sud. 

## Géographie

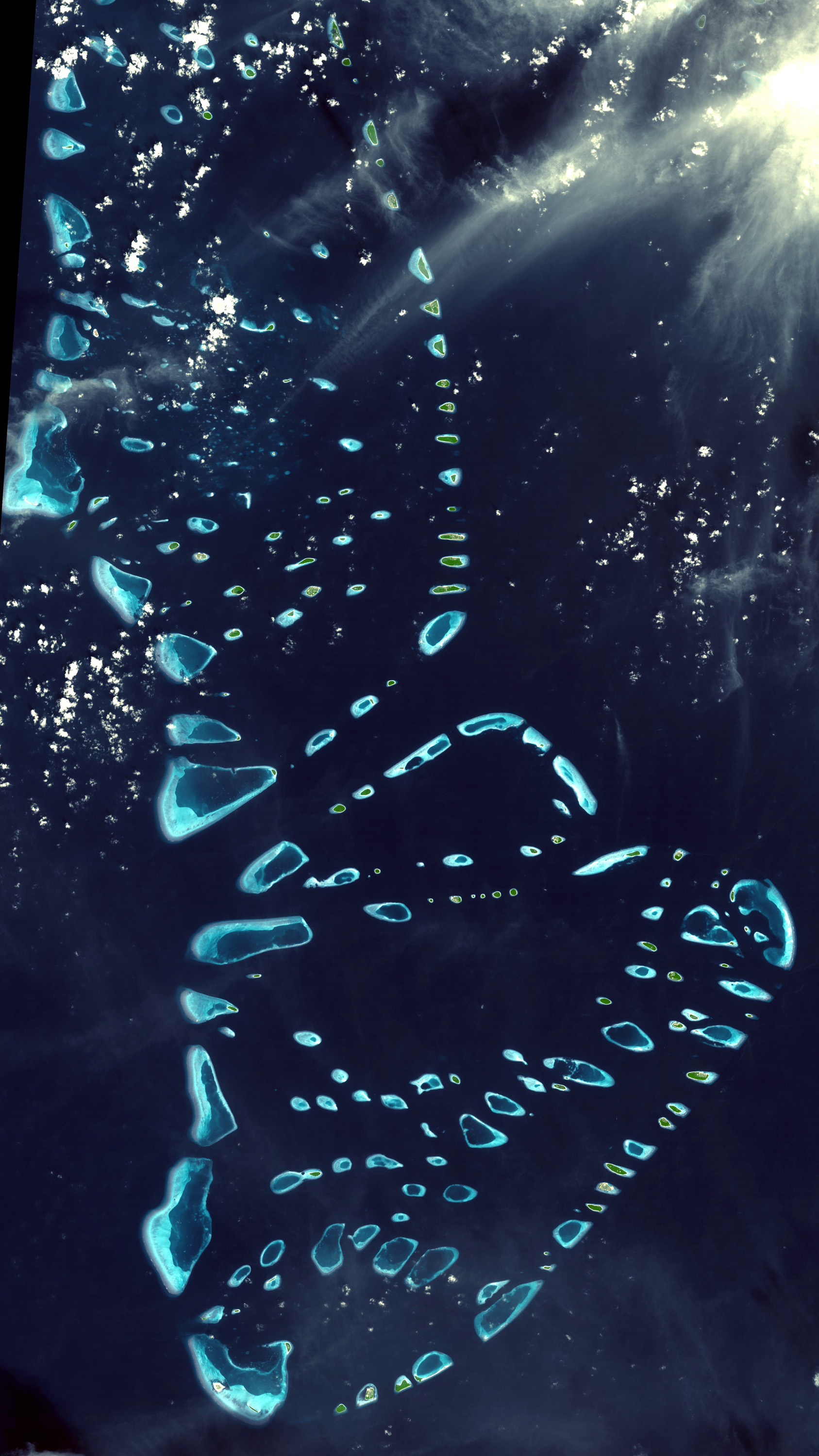
L'atoll Maalhosmadulu vu de l'espace : l'atoll de Baa en est la moitié sud.

### Géomorphologie
L'atoll de Baa est composé géographiquement de deux sous-atolls grossièrement circulaires, séparés par l'étroit chenal Kudarikilu Kandu. L'ensemble mesure environ 38 km de large (est-ouest) sur 46 km de long (nord-sud) pour 122 km de périphérie, couvrant une superficie de 1 127 km2. 
L'atoll est formé de 105 plateaux récifaux, représentant une surface récifale de 263 km2. Ces plateaux émergent en 61 îles pourvues de végétation, et un nombre variable de dunes sableuses (entre 4 et 14). La moitié (38) de ces îles mesurent moins de 10 hectares, constituant moins de 20 % des terres émergées de l'atoll. 
La plus grande île est Dharavandhoo (45,5 ha), suivie par Kunfunadhoo (35 ha). Le point culminant, difficile à déterminer, peut être situé à Funadhoo, à 3,19 m au-dessus du niveau de la mer. 

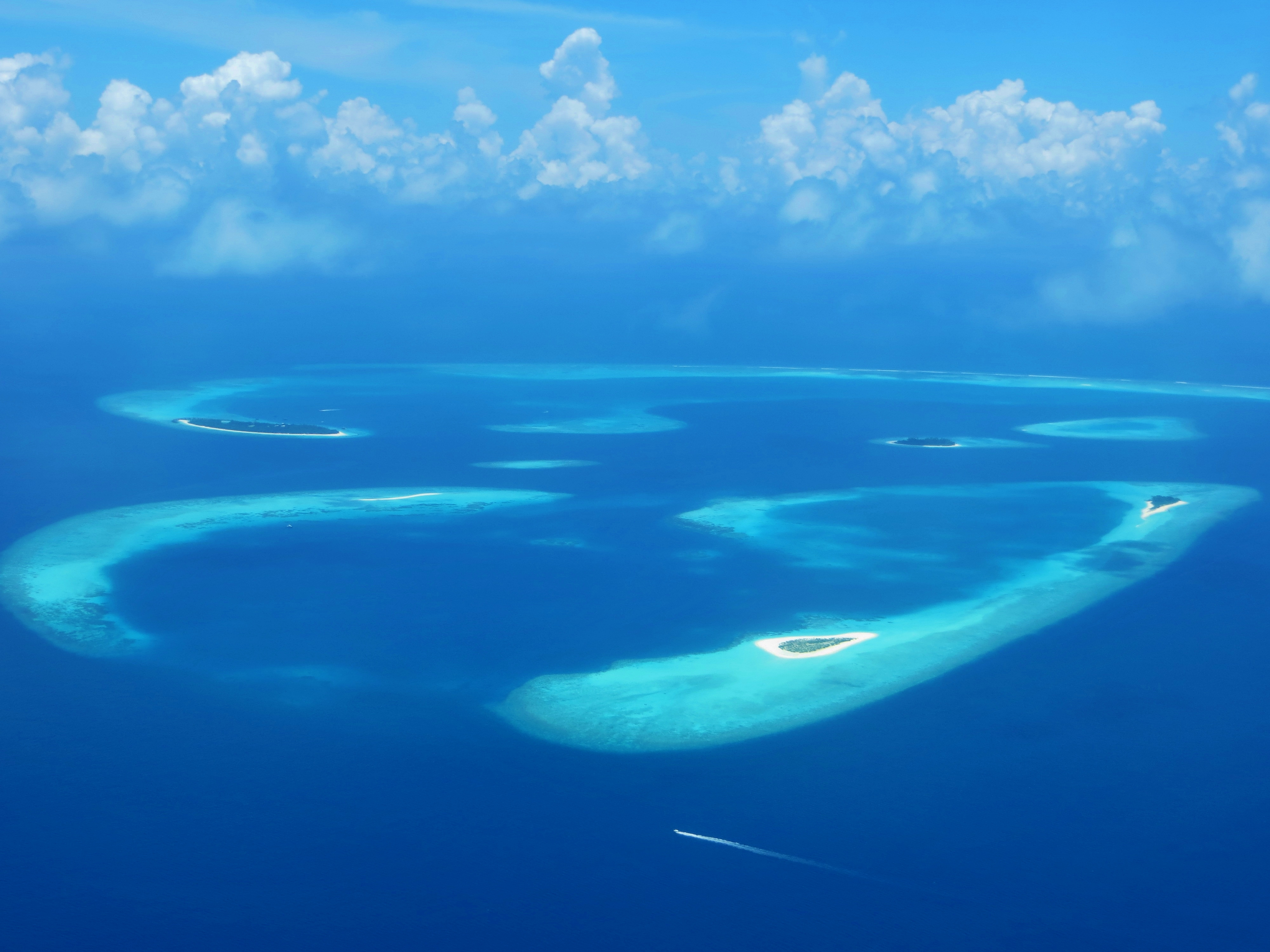
Vue aérienne d'une partie de l'atoll.
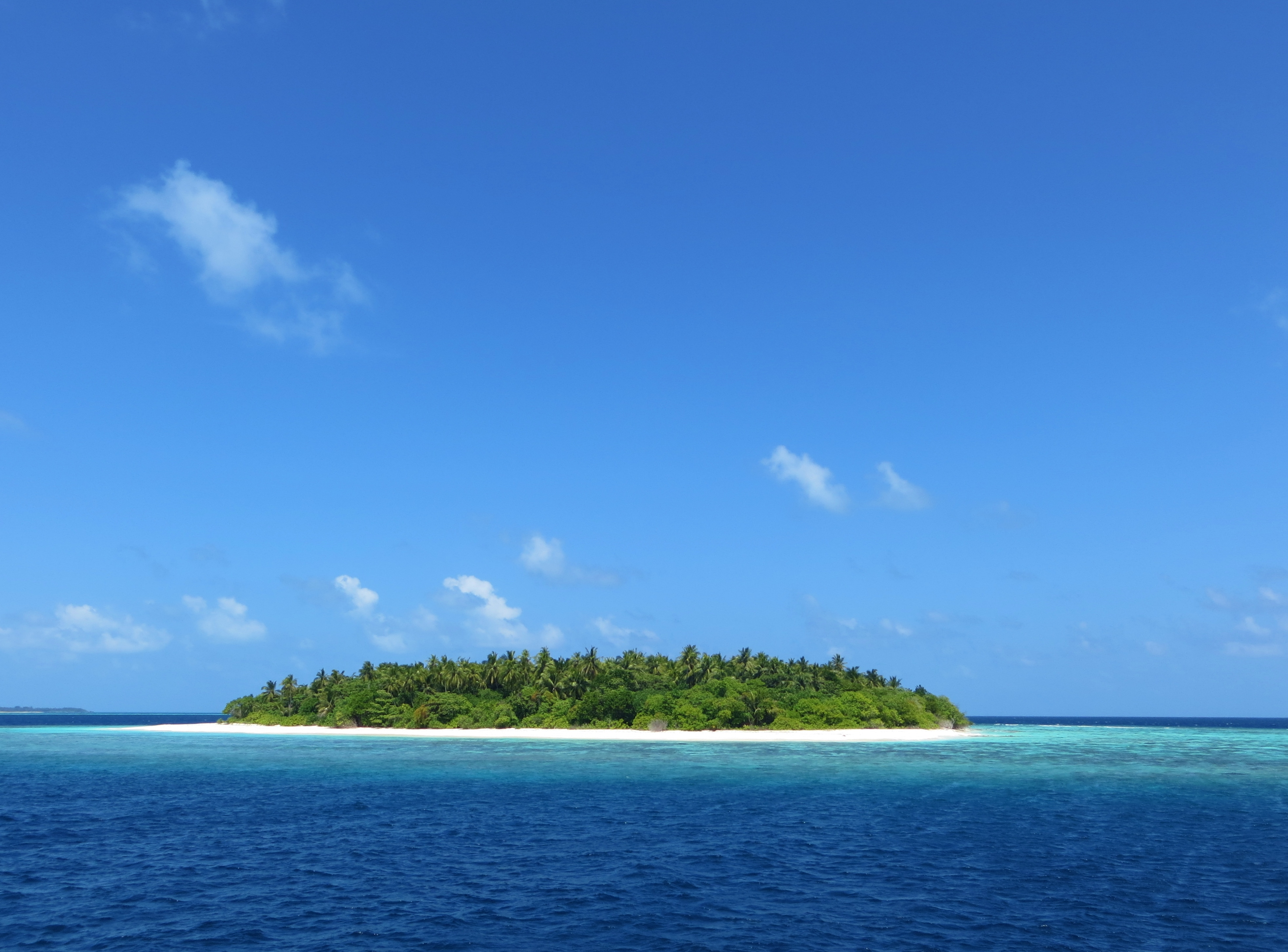
Une île déserte typique de l'Atoll de Baa, avec son récif au premier plan.
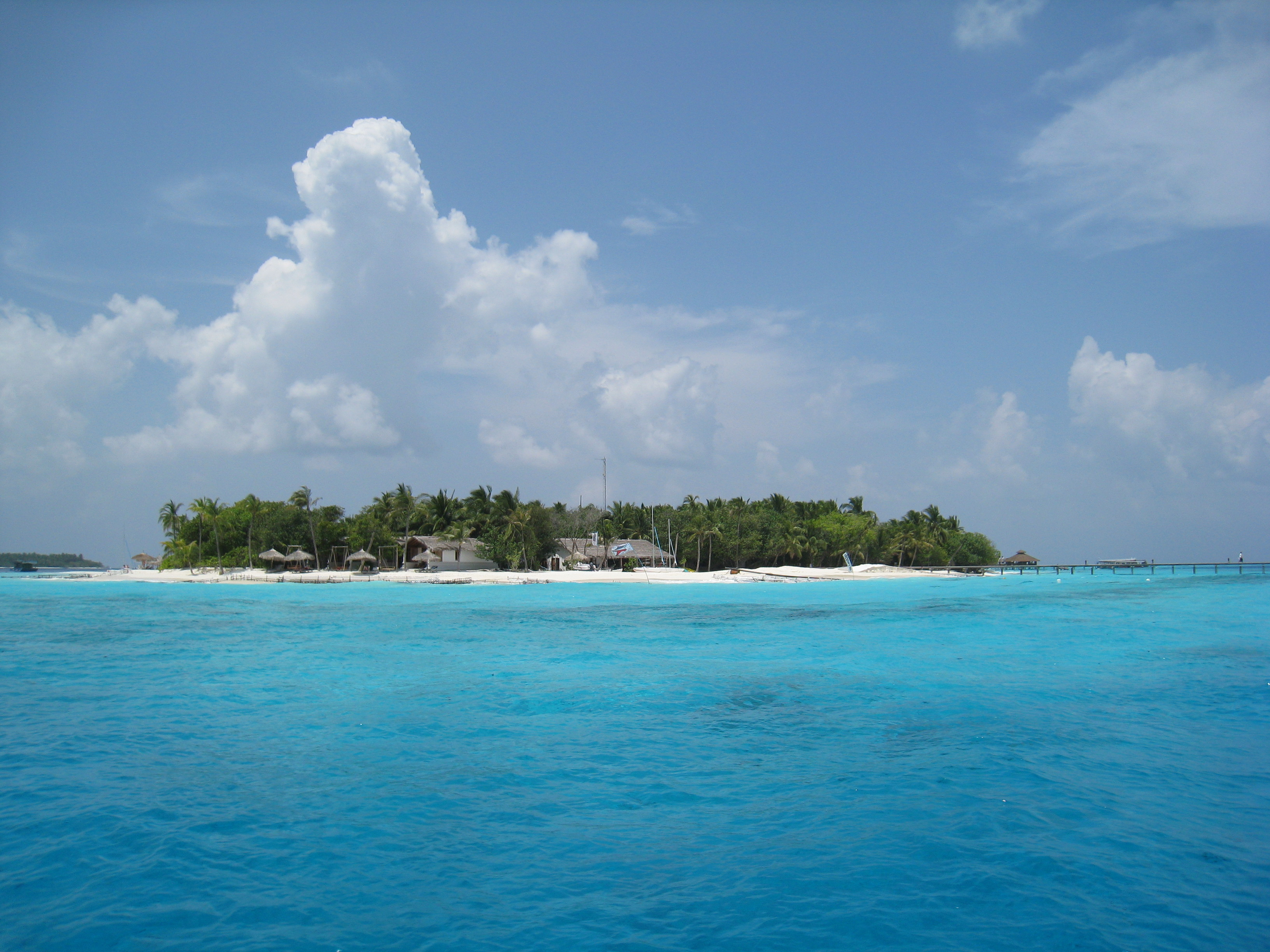
Vue de Fonimagoodhoo, avec les installations hôtelières du Reethi Beach Resort.

### Géographie humaine
Ses 11 910 habitants se répartissent sur 13 des 75 îles qui composent la subdivision. Les terres émergées représentent 5,5 km2 sur les 1 126,95 km2 de superficie totale de la subdivision, lagon inclus. Sa capitale est Eydhafushi sur l'île du même nom qui mesure 750 mètres de longueur pour 400 mètres de largeur.
Des îles comme Kamadhoo, Dharanvandhoo et Thulhaadhoo sont réputées pour leur artisanat, leurs activités touristiques ou leurs établissements scolaires. Huit autres sont des îles-hôtels, comme Fonimagoodhoo ou Landaa Giraavaru. 
L'île inhabitée d'Olhugiri est le point le plus méridional de la subdivision.

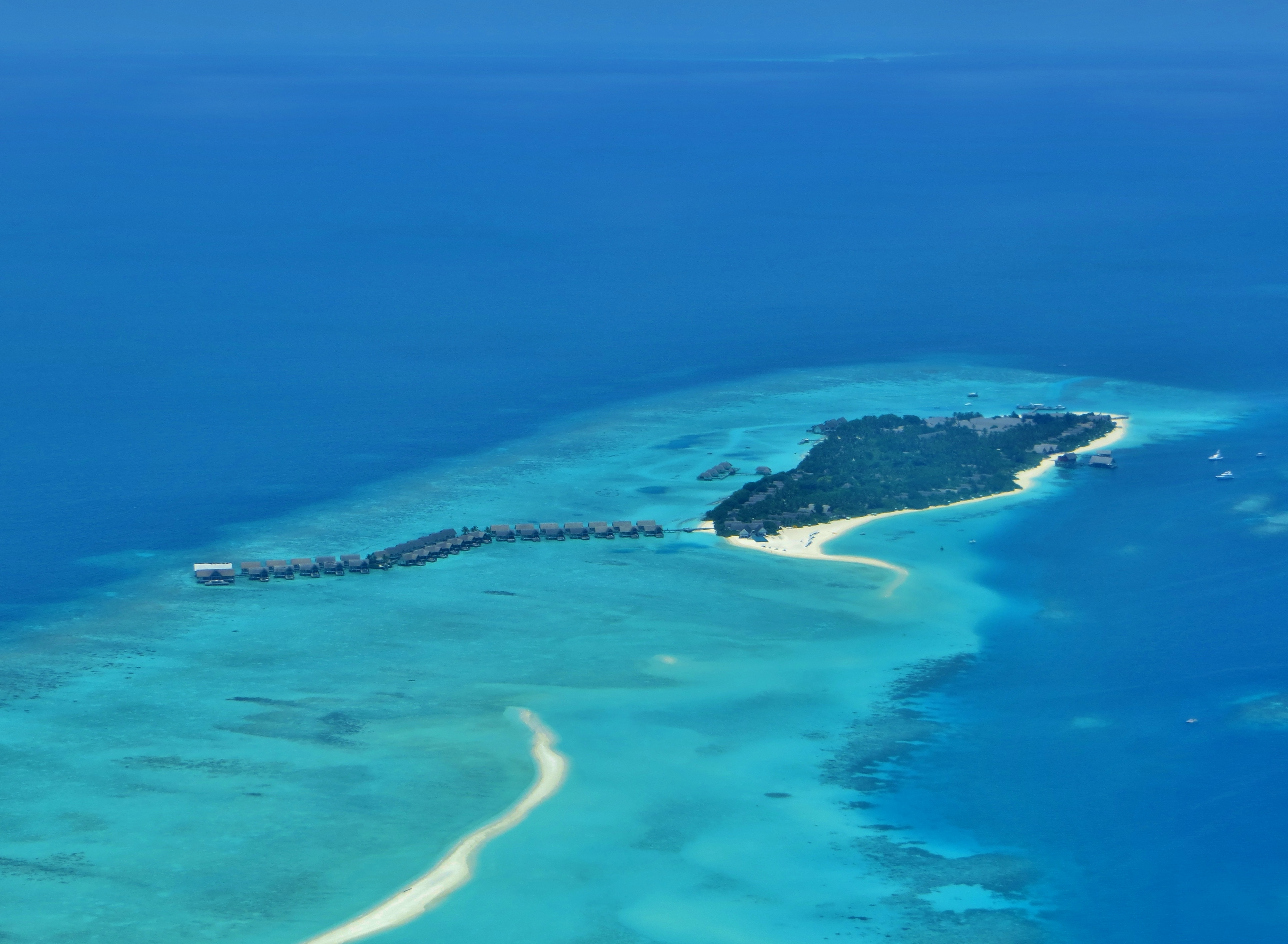
Vue aérienne de l'île-hôtel de Landaa Giraavaru.

## Histoire
Les îles composant cet atoll semblent avoir émergé au milieu de l'Holocène. Les premières habitations humaines remontent à la préhistoire. 

## Biodiversité
L'archipel se trouve au cœur de la réserve de biosphère éponyme de l'UNESCO depuis 2011. Les eaux peu profondes et particulièrement riches en corail et en poissons de cet atoll en ont fait un lieu privilégié pour le tourisme balnéaire et subaquatique. L'écosystème y est caractérisé par un très fort taux de couverture corallienne, très diverse et dominée par plusieurs genres de coraux tabulaires, digités ou branchus du genre Acropora. 

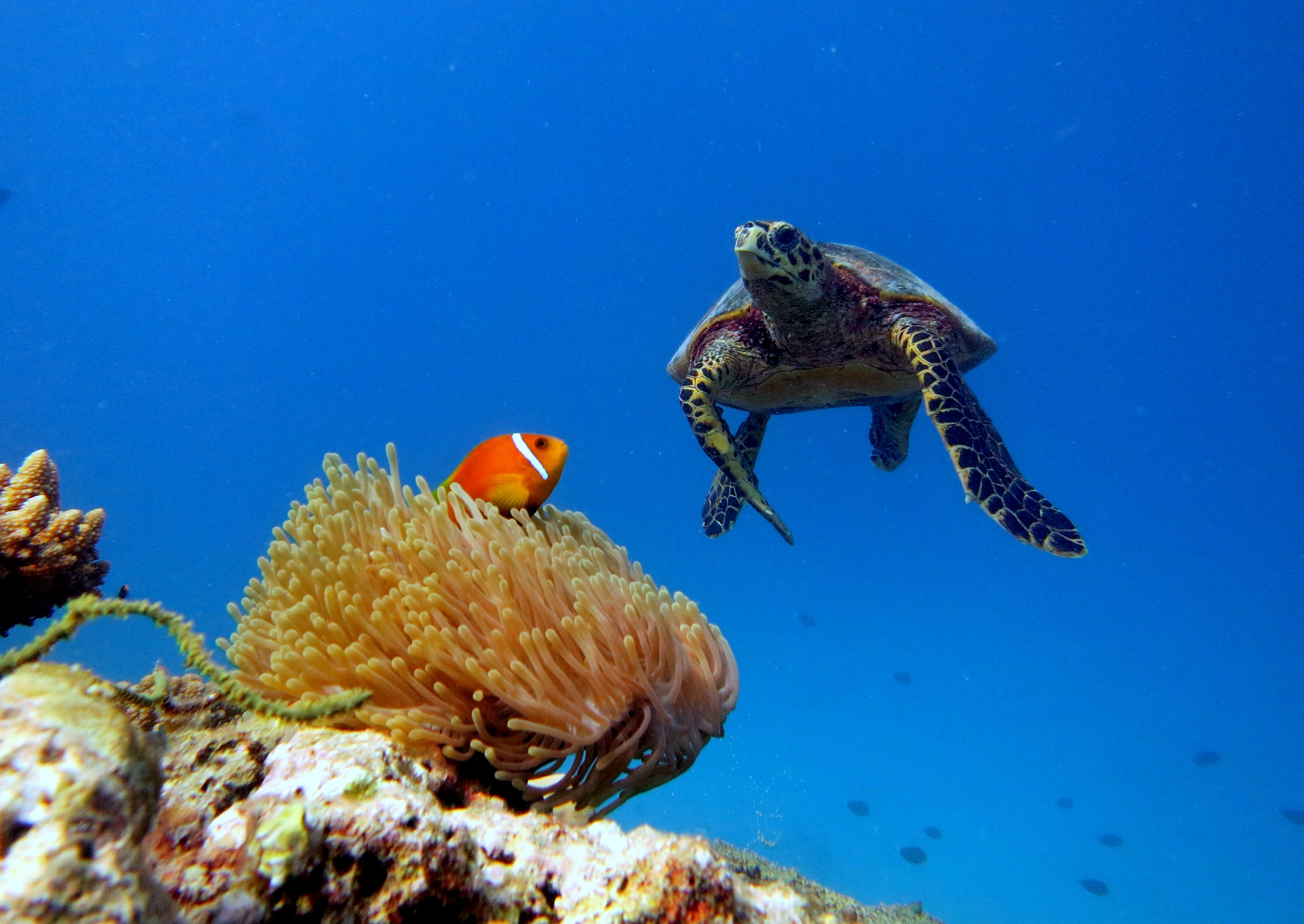
Paysage sous-marin typique de Baa avec une tortue imbriquée et un poisson-clown des Maldives dans son anémone.
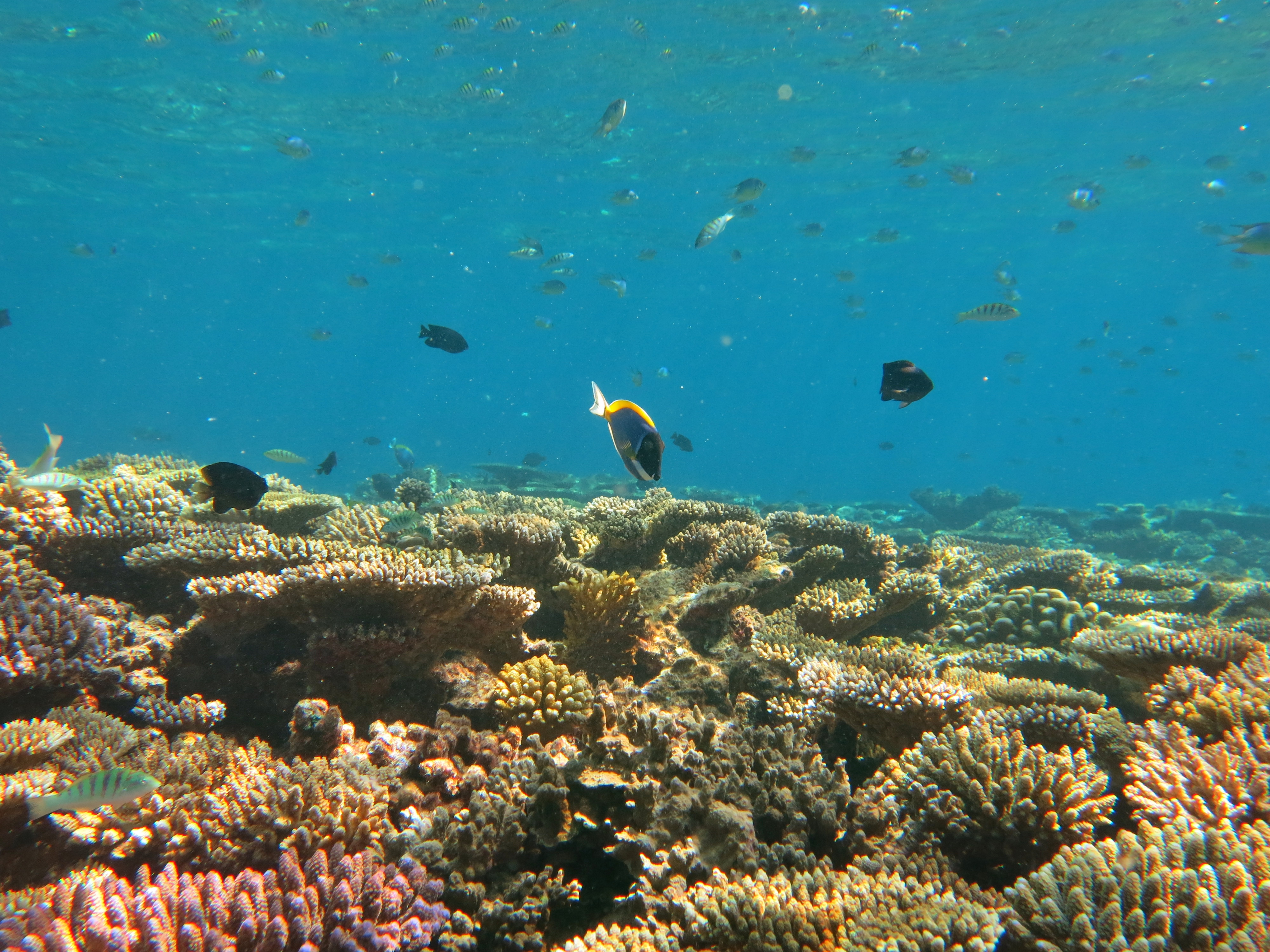
Un paysage sous-marin caractéristique de l'atoll de Baa, à Voavah.
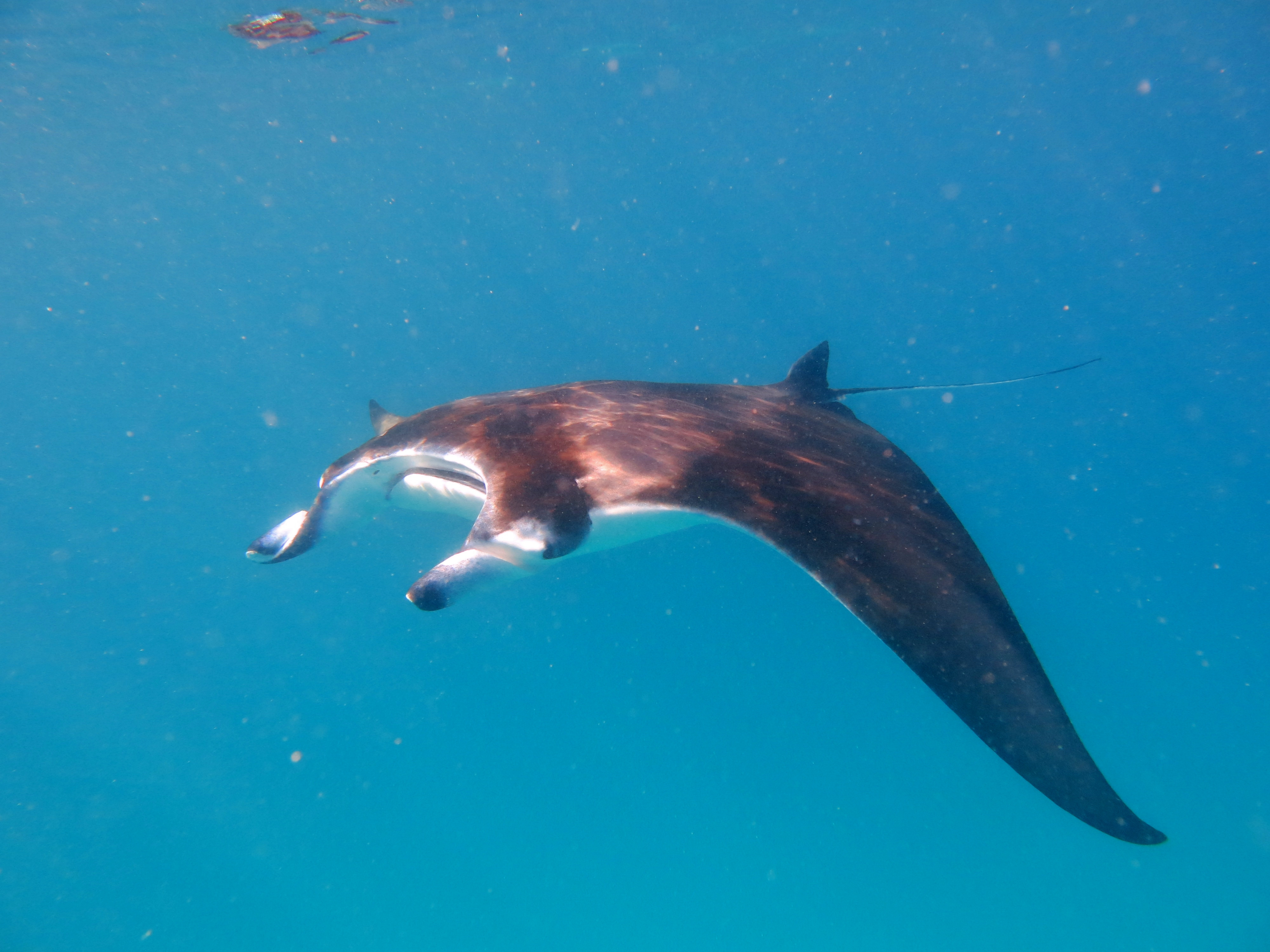
L'atoll accueille une importante population de raies manta (Manta alfredi)